# Släkten är värst (2000)
Släkten är värst (Meet the parents) är en amerikansk komedifilm från 2000, regisserad av Jay Roach med bland andra Robert De Niro och Ben Stiller i huvudrollerna. Filmen hade USA-premiär den 6 oktober 2000 och Sverigepremiär den 8 december 2000.
Filmen är en nyinspelning av Meet the parents från 1992, regisserad av Greg Glienna. Glienna skrev också manuset tillsammans med Mary Ruth Clarke. Universal Studios köpte rättigheterna till att göra en ny version. Anledningen till att Jay Roach fick regissera filmen var att Steven Spielberg, som först var intresserad av att regissera filmen och låta Jim Carrey spela huvudrollen, drog sig ur projektet.

## Handling
Sjuksköterskan Greg Focker är stormförälskad i sin flickvän Pam Byrnes och vill fria till henne. Problemet är att hennes far Jack Byrnes, en före detta CIA-agent, ogillar Greg och ser ner på allt som har med honom att göra. Detta gör Greg stressad vilket får honom att göra bort sig, vilket i sin tur gör att han blir ännu mer hatad av Jack och samtidigt får sin relation till Pam försämrad.

## Rollista (i urval)
- Robert De Niro - Jack Byrnes
- Ben Stiller - Gaylord M. "Greg" Focker
- Teri Polo - Pam Byrnes
- Blythe Danner - Dina Byrnes
- Owen Wilson - Kevin Rawley
- James Rebhorn - Dr. Larry Banks
- Thomas McCarthy - Dr. Bob Banks
- Cole Hawkins - Little Boy
- Spencer Breslin - Little Boy

## Mottagande
- Aftonbladet [1]